# Route nationale 1 (Cambodge)
Pour les articles homonymes, voir Route nationale 1.

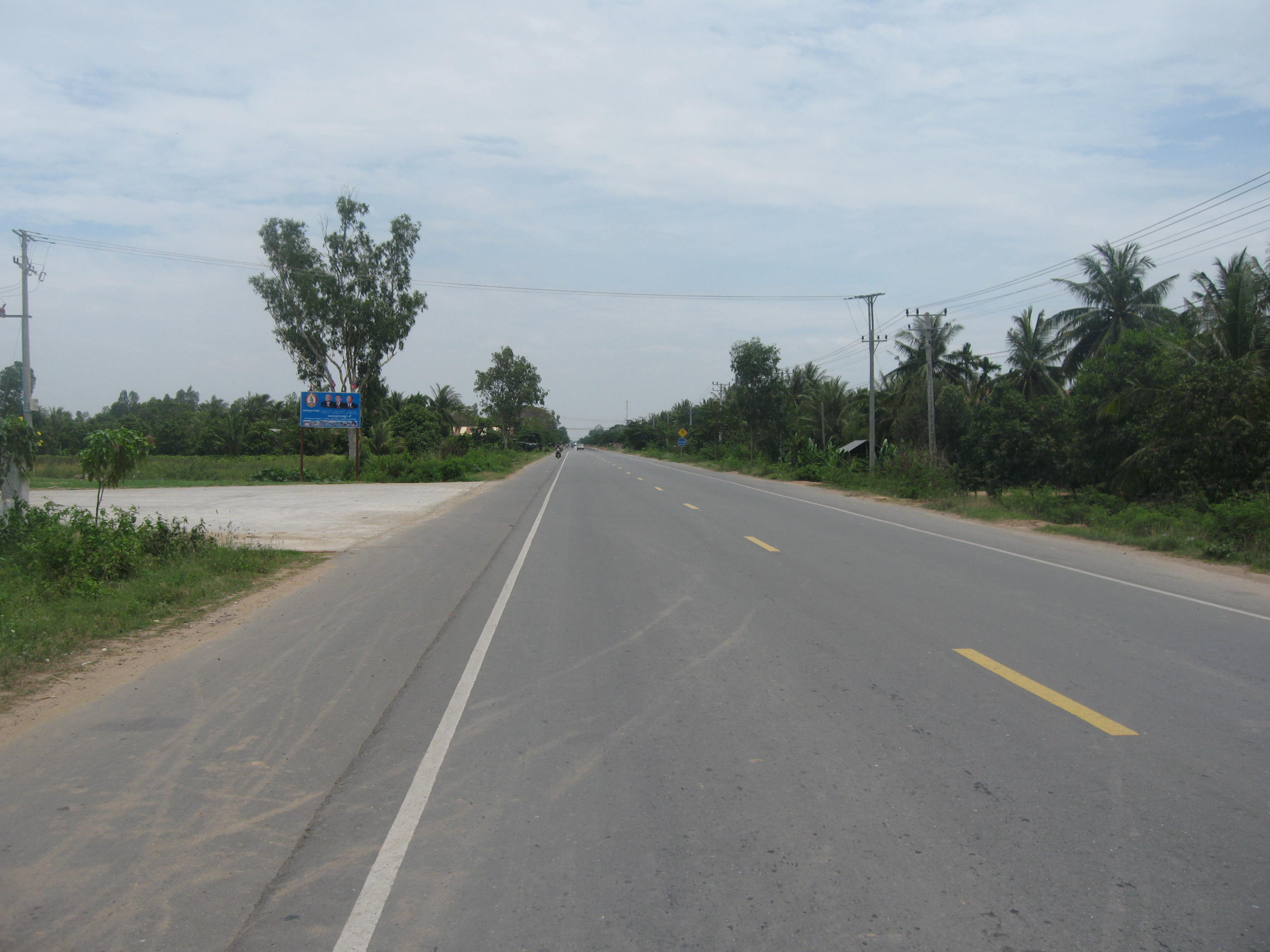
La route 1, dans le district de Kien Svay.

La route nationale 1 est une des routes nationales du Cambodge. D'une longueur de 167 kilomètres, elle relie la capitale cambodgienne à Hô-Chi-Minh-Ville, au Viet Nam. La route débute à l'est de Phnom Penh, passé le pont Monivong, elle longe ensuite le Mékong. Dans la province de Kandal, elle traverse le fleuve par le pont Tsubasa à Neak Luong et poursuit en direction de l'est à travers les provinces de Prey Veng et de Svay Rieng, passée la frontière entre le Cambodge et le Viêt Nam, elle devient la route nationale 22.

## Histoire
En 1981, le Cambodge ouvre une nouvelle section de la route nationale 1 près de la frontière avec le Viet Nam. Cette partie avait été endommagée durant la guerre du Viêt Nam.